# Давид VII Грузијски
Давид VII Грузијски или Давид (Давит) VII Улу (груз. დავით VII ულუ; 1215 — Тбилиси, 1270) је био краљ Грузије (1247—1270) из династије Багратиона. У почетку је владао заједно са својим истоименим братом од тетке, да би он 1259. год. отцепио западни део краљевине, Имеретију, а Давид Улу остао једини који носи титулу грузијског краља. Током његове владавине земља је тешко страдала од Монгола, чију је врховну власт признавао.
Био је син грузијског краља Георгија IV и жене неплеменитог порекла. Због тога је у круговима грузијског племства сматран нелегитимним сином, тако да му је оца наследила сестра Русудан. Пошто је Грузија постала монголски вазал 1236. године и више није толико тога зависило од воље домаћег племства, Давида је тетка, у страху да ће он пожелети да се попне на престо, послала у заточеништво, на двор свог зета иконијског султана Кејхусрева II. Потом је свог сина, исто Давида, послала на двор великог кана у Каракорум, како би добио признање да је он наследник Грузијске краљевине. После битке код Косе Дага 1243. године којом је Иконијски султанат потчињен Монголима, Кејхусрев је био приморан да пусти Давида Улуа на слободу. Русудан је умрла 1245. год. не дочекавши синовљев повратак са монголског двора. Један део грузијског племства је, мислећи да је његов брат од тетке умро, прогласио Давида Улуа за грузијског краља. Да би лакше контролисали земљу, услед очигледне наследне кризе, иако већина племства није била на страни нелегитимног сина, Монголи су поделили грузијске племиће на две супарничке стране, од којих је свака заступала свог кандидата за круну. Али, долазило је и сукоба међу самим Монголима, при чему је Давида Улуа подржавао Бајџу Нојан, генерал и командант Персије, а његовог историменог брата Бату, кан Златне хорде, монголског каната са центром у Русији.
Пошто је крунисан, Давид је кренуо у Каракорум да би тамо потврдио своју краљевску титулу. Тамо се сусрео са својим истоименим братом, па су обојица присуствовали церемонији избора великог кана Гујука 1246. године, обојица покушавајући да добију власт над Грузијом за себе. Резултат је био постављање обојице за краљеве Грузије, 1247. године, па су обојица носили титулу мепе, грузијски еквивалент титули краља. По подели власти, Улу је добио источну половину краљевства, а његов брат и имењак западну. Такође, Давид Улу је био надређен брату, одатле и његов епитет Улу, што значи Старији, док је брат надаље био познат као Давид VI Нарин или Давид VI Млађи. Монголи су пажљиво пратили грузијску администрацију како би обезбедили сталан прилив пореза и данка, а Грузини су такође били присиљени да служе као војници у монголским ратовима, док су синови племића служили у кешигу, кановској гарди.
У наредним годинама оба Давида су показивали Монголима непоколебљиву лојалност и после смене на челу Монголског царства и доласка на власт великог кана Монгкеа 1251. год. Грузија се тада нашла под врховном влашћу Бату-кана, коме је Монгке дао фактички независну управу над западним деловима Монголског царства. Кренувши у поход на Блиски исток, 1253. године, Монгкеовом брату Хулагу-кану је нарочито било стало да искористи политичке и верске подељености тог дела света. Нападајући махом муслимане, он се трудио да одржи што боље односе са Грузинима и Јерменима. Многобројни грузијско-јерменски војни одреди су учествовали у монголском освајању Аламута 1256. године, где их је лично предводио Давид Улу, и Багдада 1258. године, а и у обрачунима између монголских вођа током похода. Од 1256. године, Грузија је била вазал Хулагуовог Илканата - монголског каната са центром у Персији.
Грузија је у овим походима изгубила на десетине хиљада војника, оставши без домаћих бранилаца против монголских снага слатих да сузбију спонтане побуне које су избијале због великих пореза и тешког терета војне службе. Земља је тешко страдала од последица побуна против монголских власти, а још разорнији од монголских казнених експедиција били су унутрашњи сукоби између струја лојалних и нелојалних Монголима. Године 1259. грузијски племићи предвођени Давидом Нарином устали су против Монгола, издвојивши из јединствене Грузије краљевину Имеретију на западу. Када је 1260. године Хулагу-кан тражио присуство Грузина и Јермена у склопу монголских јединица на Леванту, сећајући се губитака својих трупа под Багдадом, Давид Улу се побунио. Велика монголска војска предвођена генералом Аргун-аком упала је са југа у Грузију, нанела Давиду тежак пораз у бици код Горија, а потом земљу сурово опљачкала. Монголски поход је настављен и током зиме, а следеће године је краљ био приморан да побегне у Имеретију, коју Монголи нису успели да покоре. Улуова породица је била заробљена, а његова супруга Гонца и убијена. Мир са Монголима је постигнут 1262. године, када се Давид Улу вратио у Тбилиси као монголски вазал, док је Давид Нарин само номинално признао монголску власт у Имеретији. Разлог оволикој Хулагуовој толерантности према побуњеној браћи лежи у томе што се илкан од 1261. године налазио у рату са Златном хордом, који је био већих размера.
Територија Кавказа, а као њен део и сама краљевина Грузија, наредних година је постала поприште рата између Хулагуа и кана Златне хорде Беркеа. Одреди краља Давида учествовали су 1263. године у одбрани тврђаве Сиба од Златне хорде. Године 1265. његове трупе су као претходница илканатске војске поразиле Беркеа и потиснуле његове трупе из Ширвана. Како је Хулагу умро исте године, Берке је почео припремати велику офанзиву. Следеће године његова војска је продрла у Грузију, али је офанзива нагло била прекинута услед смрти кана у околини Тбилисија. Међутим, невоље Грузије су се наставиле, али сада са Илканатом. Племићи су били охрабривани да устану против круне, што је природно олакшавало монголску контролу над земљом. Исте, 1266. године, Саргис Џакели, принц од Самцхеа, који је владао из града Ахалциха, добио је посебну заштиту и покровитељство од стране новог илкана Абаке. На тај начин је Саргис уздигнут на Давидов ранг и Грузија је била поцепана на три ентитета.
Грузију Давидовог времена описао је млетачки трговац и истраживач Марко Поло при свом путовању на исток:
Најраспострањеније дрво је шимшир. Људи су добро развијени, одважни морнарни, врсни стрелци и добри борци у боју. Хришћани су, и придржавају се обреда Грчке цркве, а коса им је кратка, као код свештенства на западу.[...] У тој провинцији има много градова и замкова; свега потребног за живот има у изобиљу; земља даје велику количину свиле, а производи свиле проткане златом. Овде има крупних лешинара, врсте по имену avigi. Становништво живи од трговине и простог рада.[...] У манастиру посвећеном Светом Лунарду говори се да се догађају следеће чудовишне ствари. У језеру слане воде, које у обиму мери четири дана путовања, на чијем се ободу налази црква, риба се никад не појављује пре првог дана Часног поста, а од тог дана до Велике суботе има је у изобиљу; али на Ускрс више не може да се види, као ни током преосталог дела године. Језеро се зове Гелухалат.[...] Трговци из Ђенове недавно су почели да плове туда и да из те области доносе свилу која се зове ghellie. У овој провинцији налази се прелеп град по имену Тифлис, окружен предграђима и многим утврђеним постајама. Насељен је јерменским и грузијским хришћанима, као и извесним бројем мухамеданаца и Јевреја; али, ових последњих нема у нарочито великом броју. Овде се производи свила и много друге робе.
У пролеће 1270. године, Давид VII је умро у својој престоници Тбилисију од инфекције црева. Сахрањен је у манастиру Светицховели. Наследио га је малолетни син Деметрије II.
Давид Улу се женио четири пута. Први брак му је био са Џигдом-катун, Монголком или кћерком Кејхусрева II, која је умрла 1252. године. Истовремено, од 1249./1250. године, краљ је био у браку и са Аланкињом по имену Алтун, коју је одбацио 1252. године. Алтун му је родила сина Георгија, који је умро за његова живота 1268. године, и кћерку Тамару. Давидова трећа супруга је била удовица, грузијска племкиња Гонца, убијена по Хулагуовом наређењу 1261./1262. године. Она му је родила сина и наследника Деметрија. Године 1263. краљ је оженио Есукан, кћерку монголског генерала Чормагана. Есукан је, наводно, била неверна Давиду, који је погубио њеног љубавника, а она из освете отровала краља.

## Галерија
- Давид VII (Мелик Давид) у лову. Слика из књиге Путовања Марка Пола са почетка XV века.
- Подела Грузије на источни и западни део (1245—1259).
- Илканат, монголски канат са центром у Персији. Грузија је била његов вазал.